# 5-Fluoronorepinefrin
5-Fluoronorepinefrin je agonist beta adrenergičkog receptora.